# 신락상어과
신락상어과(Hexanchidae)는 신락상어목에 속하는 상어과의 하나로 여러 쌍의 새공이 특징적이다. 꼬리기름상어속과 여섯줄아가미상어속, 칠성상어속의 3개 속에 4종이 알려져 있다.

## 하위 분류
신락상어과는 3개 속에 4종을 포함하고 있다.
- 꼬리기름상어속 (Heptranchias) Rafinesque, 1810
  - 꼬리기름상어 (Heptranchias perlo) (Bonnaterre, 1788) (뾰족코일곱줄아가미상어)
- 여섯줄아가미상어속 (Hexanchus) Rafinesque, 1810
  - 뭉툭코여섯줄아가미상어 (Hexanchus griseus) (Bonnaterre, 1788)
  - 큰눈여섯줄아가미상어 (Hexanchus nakamurai) Teng, 1962
- 칠성상어속 (Notorynchus) Ayres, 1855
  - 칠성상어 (Notorynchus cepedianus) (Péron, 1807) (넓은코일곱중아가미상어)